# Boggsjön
Boggsjön är en sjö i Bräcke kommun i Jämtland och ingår i Indalsälvens huvudavrinningsområde. Sjön har en area på 1,95 kvadratkilometer och ligger 333,9 meter över havet. Sjön avvattnas av vattendraget Sännån (Norån).

## Delavrinningsområde
Boggsjön ingår i det delavrinningsområde (699495-148072) som SMHI kallar för Utloppet av Boggsjön. Medelhöjden är 386 meter över havet och ytan är 14,92 kvadratkilometer. Räknas de 10 avrinningsområdena uppströms in blir den ackumulerade arean 87,9 kvadratkilometer. Sännån (Norån) som avvattnar avrinningsområdet har biflödesordning 2, vilket innebär att vattnet flödar genom totalt 2 vattendrag innan det når havet efter 210 kilometer. Avrinningsområdet består mestadels av skog (64 procent). Avrinningsområdet har 2,11 kvadratkilometer vattenytor vilket ger det en sjöprocent på 14,1 procent.